# Jaten (ort i Indonesien)
Jaten är en ort i Indonesien.   Den ligger i provinsen Jawa Tengah, i den västra delen av landet, 500 km öster om huvudstaden Jakarta. Jaten ligger 113 meter över havet och antalet invånare är 32 378.
Terrängen runt Jaten är platt.Runt Jaten är det tätbefolkat, med 683 invånare per kvadratkilometer. Närmaste större samhälle är Surakarta, 7,6 km väster om Jaten. Omgivningarna runt Jaten är en mosaik av jordbruksmark och naturlig växtlighet.